# Doc Cheatham
Adolphus Anthony Cheatham, beter bekend als Doc Cheatham (Nashville, 13 juni 1905 - Washington, 2 juni 1997) was een Amerikaanse jazz-trompettist, -bandleider en -zanger. Hij begon zijn carrière in de eerste helft van de jaren twintig en zou tot zijn dood, in 1997, actief zijn: een loopbaan van zo'n 75 jaar.

## Biografie
De ouders van Cheatham wilden dat hij apotheker zou worden, maar hij koos voor de muziek. Hij speelde saxofoon en trompet in een plaatselijk vaudeville-theater en toerde later in een band die blues-zangers begeleidde in het TOBA-circuit. In 1924 ging hij naar Chicago, waar hij King Oliver hoorde spelen, wat een openbaring voor hem was. Van Oliver kreeg hij een demper, die hij zijn leven lang zou gebruiken. In Chicago hoorde hij later ook Louis Armstrong, die Cheatham blijvend zou beïnvloeden. In de stad speelde Cheatham in de band van Albert Wynn, tevens maakte hij hier opnamen met zangeres Ma Rainey, haar begeleidend op de sax. In Philadelphia werkte hij vanaf 1927 bij Bobby Lee en Wilbur de Paris, in New York speelde hij kort bij Chick Webb en daarna toerde hij in Europa in de band van Sam Wooding. Na zijn terugkeer in 1930 in New York speelde hij met Marion Hardy's Alabamians en McKinney's Cotton Pickers. In de periode 1932-1939 was hij de belangrijkste trompettist van Cab Calloway. Hierna speelde hij korte periodes bij Teddy Wilson, Benny Carter en Teddy Hill. Met Eddie Heywood begeleidde hij zangeres Billie Holiday tijdens verschillende opnames, verschenen op Commodore Records.
Na de Tweede Wereldoorlog speelde hij regelmatig bij Latino-bands in New York, waaronder die van Pérez Prado en Machito. Daarnaast speelde hij bijvoorbeeld met Sammy Price. In de eerste helft van de jaren zestig leidde hij op Broadway een eigen groep, in 1966 maakte hij zijn eerste opnames als leider. In de jaren zeventig en tachtig trad hij vaak op op internationale jazzfestivals, waar hij een grote naam was. Hij gaf concerten met onder meer Teddy Wilson, Lionel Hampton, Roy Eldridge, Buck Clayton en Jay McShann. Ook maakte hij plaatopnames onder eigen naam, waarbij hij ook vaak zong. In 1996 nam hij een plaat op met trompettist en vriend Nicholas Payton, waarvoor de twee een Grammy ontvingen.
Cheatham overleed in juni 1997 na een optreden in de 'Blues Alley Club'.

## Discografie (selectie)
- 'Hey Doc!', Black & Blue, 1975
- 'Good for What Ails Ya', Classic Jazz Music, 1977
- 'It's a Good Life', Parkwood, 1982
- 'The Fabulous', Parkwood, 1983
- 'At the Bern Jazz Festival' (met Jim Galloway), Sackville, 1985
- 'Tribute to Billie Holiday', Kenneth Records, 1987
- 'Dear Doc', Orange Blue, 1988
- 'Tribute to Louis Armstrong', Kenneth Records, 1988
- 'Swinging Down in New Orleans', Jazzology, 1995
- 'Doc Cheatham & Nicholas Payton', Verve, 1997